# Arthur Preuss (Sänger)
Arthur Preuss, auch Arthur Preuß, (* 23. Februar 1878 in Königsberg; † 20. August 1944 in Wien) war ein  deutscher Opernsänger (Tenor), Kammersänger, Komponist und Gesangspädagoge.

## Leben
Als Sohn eines Kaufmannes entschied er sich 1893 für die Sängerlaufbahn und wurde in Berlin Schüler von Benno Stolzenberg und Franz Krolop. Von 1899 bis 1915 wirkte er hauptsächlich unter dem Komponisten Gustav Mahler als Vertreter des Buffo-Faches an der Wiener Hofoper, etwa 1903 in der Neuinszenierung von Tristan und Isolde (mit Erik Schmedes als Tristan, und Anna von Mildenburg als Isolde) und 1905 in der Neuinszenierung von Feuersnot (Richard Strauss) am 5. Juni 1905 neben Ensemble-Kollegen wie Hermine Kittel oder Leopold Demuth. Der Kammersänger Preuss trat erfolgreich beim Salzburger Mozartfest auf (1906) und gastierte auch an der Kölner Oper. 1915 erhielt Preuss ein Engagement an der Wiener Volksoper, wo er sich bis 1930 dem leichten Fach widmete. Als gefeierter Konzerttenor sang er u. a. 1919 in Arnold Schönbergs Gurre-Liedern. Seine klangvolle und ausdrucksstarke Stimme ist auf Schallplatten erhalten. Preuss, dessen Atemtechnik, Paraphrasierung und Tongebung sehr korrekt waren, wirkte in Wien auch als Gesangspädagoge. Als Hobby-Buchbinder stellte er eine Autographensammlung von Wiener Komponisten zusammen, die nach seinem Tod teilweise wieder zerstreut wurde.
Familie
Arthur Preuss Senior war verheiratet mit Gretl Preuss, geb. Hrdliczka (Tochter des Holzindustriellen Max Hrdliczka) und hatte einen Sohn Arthur Preuss Junior. Arthur Preuss Senior fand unter der NS-Herrschaft während eines Gestapoverhörs (sein Sohn war im Widerstand tätig bei der tschechischen Partisanenbrigade Jan Žižka) den Tod, als er am 20. August 1944 tot zusammenbrach. Bekannt von seiner Familie ist besonders sein Vetter Hugo Preuß, der die  Weimarer Reichsverfassung entworfen hat, ursprünglich jedoch ohne den berüchtigten § 48.

## Filmografie
- 1908: Martha: Mag der Himmel dir vergeben
- 1908: Lucia di Lammermoor: Sextett
- 1933: Wenn du jung bist, gehört dir die Welt

## Rollen (Auswahl)
- Schubert (H. Berté, Das Dreimäderlhaus)
- Lancelot (E. Audran, La poupée)
- David (R. Wagner, Die Meistersinger von Nürnberg)
- Alfred (G. Verdi, La traviata)
- Lobetanz (L. Thuille, Lobetanz)